# 2014 في اليابان
فيما يلي قوائم الأحداث التي وقعت خلال عام 2014 في اليابان.

## سياسة

### انتهاء فترة المنصب
- 1 يناير – إيشيهارا شنتارو عضو مجلس النواب من اليابان.
- 3 سبتمبر – ساداكازو تانيغاكي وزير العدل [الإنجليزية]‏.

## رياضة
- 5 أكتوبر – جائزة اليابان الكبرى 2014 الفائز لويس هاملتون.

## أفلام
من الأفلام التي صدرت هذه السنة في اليابان:
- 1 يناير – غيكيجوبان زيرو من إخراج Mari Asato [الإنجليزية]‏.
- 11 أبريل – مثل شخص واقع في الحب من إخراج عباس كيارستمي.
- 20 أبريل – المحقق كونان: عين خفية في البحر البعيد من إخراج Kōbun Shizuno [الإنجليزية]‏.
- 18 مايو – من شابه أباه فما ظلم من إخراج هيروكازو كوري إدا.
- 28 يونيو – جو أون: بداية النهاية من إخراج ماسايوكي أوشياي.
- 19 يوليو – عندما كانت مارني هناك من إخراج هيروماسا يونيبايشي.
- 20 يوليو – مهب الريح من إخراج هاياو ميازاكي.

## برامج ومسلسلات وأنمي
- غدا أمي لن تكون هنا

## كتب
من الكتب التي صدرت هذه السنة في اليابان:
- 2 ديسمبر – المكتبة الغريبة من تأليف هاروكي موراكامي.

## وفيات

### يناير
- 16 يناير – هيرو أونودا (مواليد 1922) ضابط ياباني.
- 17 يناير – سيزو كاتو (مواليد 1927)
- 27 يناير – إيتشيرو ناغاي (مواليد 1931)

### فبراير
- 6 فبراير – تورو موري (مواليد 1935) لاعب كرة قاعدة ياباني.

### أبريل
- 23 أبريل – يوزو أأوكي (مواليد 1929) لاعب كرة قدم ياباني.

### يونيو
- 29 يونيو – كينجي يوشيدا (مواليد 1930)

### سبتمبر
- 20 سبتمبر - تاكاكو دوي (مواليد 1928) سياسية يابانية.
- 30 سبتمبر – إييماسا كايومي (مواليد 1932)

### أكتوبر
- 17 أكتوبر – آنا ناكاجاوا (مواليد 1965) ممثلة يابانية.
- 17 أكتوبر – دايسوكي أوكو (مواليد 1976) لاعب كرة قدم ياباني.
- 17 أكتوبر – ماسارو إيموتو (مواليد 1943) كاتب ومؤلف ياباني.

### نوفمبر
- 17 نوفمبر – روكورو نايا (مواليد 1932)

### ديسمبر
- 28 ديسمبر – ميتشيو كوشي (مواليد 1926) كاتب ياباني.